# Hayley Westenra
 (juin 2022).
 (juin 2022).
Si vous disposez d'ouvrages ou d'articles de référence ou si vous connaissez des sites web de qualité traitant du thème abordé ici, merci de compléter l'article en donnant les références utiles à sa vérifiabilité et en les liant à la section « Notes et références ».
Pour son premier album, voir Hayley Westenra (album).
Hayley Westenra est une chanteuse soprano néo-zélandaise née le 10 avril 1987 à Christchurch.
Elle sort son premier album en 2001, uniquement en Nouvelle-Zélande. Il est trois fois disque de platine et fait d'elle l'artiste locale ayant vendu un album le plus rapidement dans l'histoire néo-zélandaise. Sa carrière internationale démarre en 2003 avec un album intitulé Pure. Vendu à plus de deux millions d'exemplaires dans le monde, il devient vite le premier album d'une artiste classique le plus rapidement vendu en Angleterre au XXIe siècle. Depuis lors, sa carrière internationale ne cesse de se développer. Chacun de ses nouveaux disques est un succès et elle participe à des évènements prestigieux et multiplie les collaborations. À ce jour, elle a vendu plus de quatre millions d'albums à travers le monde.
Elle s'engage également très activement dans l'aide aux plus démunis. Elle a rejoint, entre autres, l'UNICEF en 2003. Jusqu'en 2009, elle était la plus jeune ambassadrice de l'UNICEF.

## Situation personnelle

### Enfance et origines familiales
Hayley Dee Westenra naît le 10 avril 1987 à Christchurch, en Nouvelle-Zélande. Elle est la première des trois enfants de Gerald Westenra, gemmologiste, et de son épouse Jill Westenra, née Ireland. Elle a une sœur, Sophie, née en 1990, et un frère, Isaac, né en 1993. Sa famille est marquée par la pratique de la musique, sa grand-mère paternelle chantant à la radio et sa grand-mère maternelle, Shirley Ireland, dans les pubs irlandais, accompagnée par son mari au piano et à l'accordéon.
Hayley Westenra a des origines hollandaises, galloises et irlandaises, ses ancêtres ayant notamment pris part à la première installation d'immigrés venus d'Irlande en Nouvelle-Zélande en 1850, à l'époque de la grande famine irlandaise.
Dans une interview de 2008, elle déclare que ses choix musicaux sont influencés par ses « racines celtiques » et la « beauté naturelle » de la Nouvelle-Zélande. Selon elle, ses origines expliquent sa passion et c'est en partie à ses ancêtres qu'elle doit son « amour pour la musique ».
En décembre 1993, lors d'une représentation de la pièce The Littlest Star organisée par son école pour Noël, les aptitudes pour le chant d'Hayley Westenra, alors âgée de six ans, sont remarquées par ses parents et son institutrice, qui leur suggère après la prestation de lui faire apprendre à jouer d'un instrument pour favoriser ses capacités. Elle commence à apprendre le violon, puis le piano et la flûte à bec, et pratique en parallèle la danse classique, dansant notamment avec le Ballet national de Nouvelle-Zélande. Dans les années qui suivent, Hayley Westenra, qui se dit passionnée de comédies musicales depuis l'âge de sept ans, apparaît dans une quarantaine de spectacles musicaux.

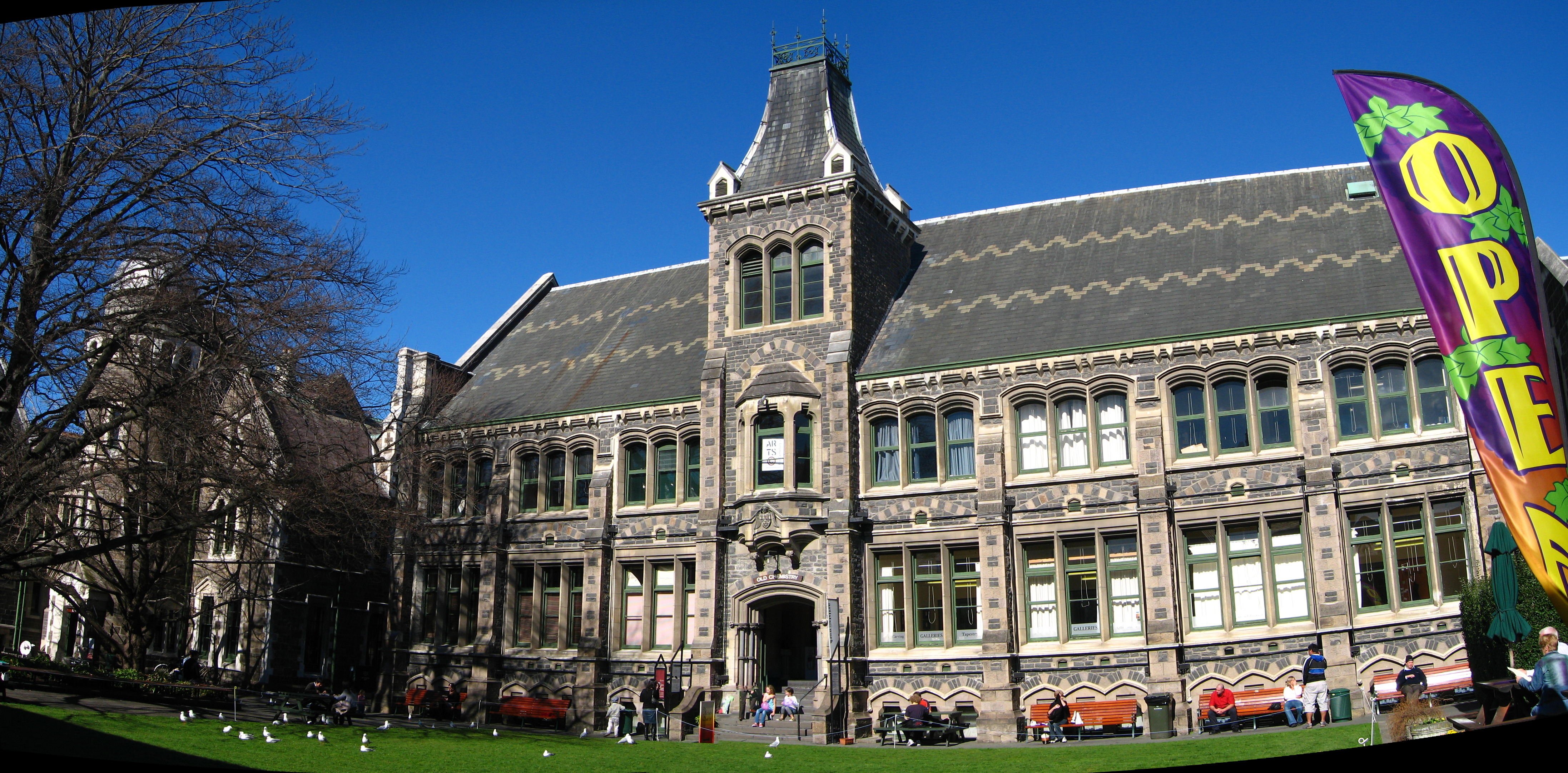
L'Arts Centre à Christchurch, où Hayley Westenra avait l'habitude de faire du busking.

### Premier album confidentiel
En 2000, Hayley Westenra, alors âgée de treize ans, décide d'enregistrer en studio un album pour son propre compte. Un premier tirage de l'album à 70 exemplaires est réalisé à destination de son entourage proche, de sa famille et de ses amis. Le livret de l'album comporte des photographies réalisées par sa mère, Jill Westenra, et son nom complet, Hayley Dee Westenra, y figure. L'artiste le décrit a posteriori comme un « memento », une collection de chansons lui permettant de garder une trace du son de sa voix à cette époque.
Alors qu'Hayley Westenra et sa sœur Sophie chantent dans les rues de Christchurch à l'issue de l'enregistrement de l'album, un attroupement se forme autour d'elles et Jill Westenra accepte de remettre le CD de leurs chansons à une passante, à la demande de celle-ci. D'autres personnes présentes souhaitant en obtenir une copie, elle propose de le leur livrer en personne ultérieurement mais la demande dépasse le nombre d'albums tirés. La famille Westenra effectue un second tirage de l'album à 1 000 exemplaires avec l'aide d'un ami leur prêtant de l'argent. Ayant pris connaissance de son contenu, une journaliste de télévision locale convie Hayley Westenra à un passage à l'antenne, ce qui attire l'attention d'une compagnie de management néo-zélandaise et aboutit à la signature d'un contrat avec Universal Music New Zealand.

## Carrière musicale

### Débuts etHaylen Westenra(2001-2003)
Intitulé Hayley Westenra, le premier CD de la chanteuse sort sous le label Universal NZ en Nouvelle-Zélande le 26 avril 2001. Il se compose de chansons de comédies musicales, de folk et de pièces classiques qu'Hayley Westenra désigne comme « le type de musique qu['elle] aime chanter ».
Il se classe directement numéro 1 dans les classements pops (où il se maintient pendant quatre semaines) et il devient triple disque de platine, faisant d'elle l'artiste néo-zélandaise ayant vendu le plus rapidement son album.
Après l'avoir entendue, la chanteuse d'opéra néo-zélandaise Malvina Major propose en 2001 à Hayley Westenra de lui donner des cours de chant et les deux femmes deviennent proches. Hayley Westenra affirme avoir beaucoup profité de son enseignement : « Dame Malvina m'a tellement appris. […] Elle m'aide aussi dans d'autres domaines – pas seulement la technique, mais nous discutons de choses à propos de ma carrière et des prestations sur scène. » D'autre part, Malvina Major déclare à propos de la voix de la chanteuse : « C'est absolument juste musicalement. Beaucoup de jeunes chanteurs ont de belles voix, mais ils doivent être guidés dans ce type de clarté. Elle l'a naturellement. »,
À la fin de l'année 2001, Hayley Westenra sort un nouvel album intitulé My Gift to You, une collection de chansons de Noël qui remporte également un disque de platine. Ce succès rapide invite sa maison de disques à entreprendre de la faire connaître sur une scène mondiale. En conséquence, la chanteuse signe un contrat avec Decca Music Group à Londres, en vue d'une carrière internationale.

### Renommée internationale
Le 10 juillet 2003 sort l'album Pure. Troisième album et premier CD international, Pure est l'album de tous les records. En Nouvelle-Zélande, il devient douze fois disque de platine, il se maintient à la première place des charts pop pendant 18 semaines, et il devient l'album le plus vendu de tous les temps. En Angleterre, il arrive directement à la première place des ventes de disques classiques, et à la huitième place des disques de variété. Il est disque d'or en une semaine (19 068 copies de l'album sont vendues pendant sa seule première semaine) et finit triple disque de platine.
Westenra devient alors l'artiste classique, dont le premier album s'est le plus rapidement vendu dans toute l'histoire de la musique anglaise. Pure est désormais certifié en Angleterre comme l'album classique le plus vendu du XXIe siècle. Au Japon, elle est l'artiste classique, qui a vendu le plus en 2004. Elle remporte deux grammies japonais et son single Amazing Grace, disque d'or, est utilisé comme chanson thème d'une célèbre série dramatique[Laquelle ?]. Pure devient aussi disque de platine en Australie, où il entre dans les charts classiques à la première place et dans les charts pop à la septième place. À Hong Kong, Singapour et à Taïwan, il est disque d'or. En tout, plus de deux millions de copies de l'album se sont vendues à travers le monde.
Hayley Westenra affirme souhaiter s'engager sur un nouveau terrain artistique pour son premier album international, en diversifiant ses choix de chansons, les voulant de styles musicaux plus variés. Elle reprend des pièces classiques, chante des chansons traditionnelles maoris et explore la pop. Le producteur Giles Martin et le père de ce dernier, Sir George Martin, producteur des Beatles, prennent part à la production de l'album et assistent la chanteuse dans l'arrangement de certaines chansons.
À la suite de l'évolution de sa carrière, Hayley Westenra change de vie : elle interrompt sa scolarité au lycée et s'installe à Londres, où elle vit d'abord en compagnie de sa famille puis seule après le retour de ses proches à Christchurch. Elle entame une tournée à travers le monde et se produit entre autres au Royal Albert Hall à Londres, à l'Opéra de Sydney, au Carnegie Hall et au Stade de Wembley. La Reine d'Angleterre, le Prince Charles, le président américain George W. Bush, le premier Tony Blair, Condolezza Rice ou Colin Powell figurent parmi les personnalités devant lesquelles elle chante. Au cours de sa tournée, Hayley Westenra chante en duo avec José Carreras, Bryn Terfel, Russell Watson ou Andrea Bocelli, et est accompagnée par notamment par l'Orchestre philharmonique de Londres, l'Orchestre philharmonique royal, l'Orchestre philharmonique de Moscou et l'orchestre Boston Pops.

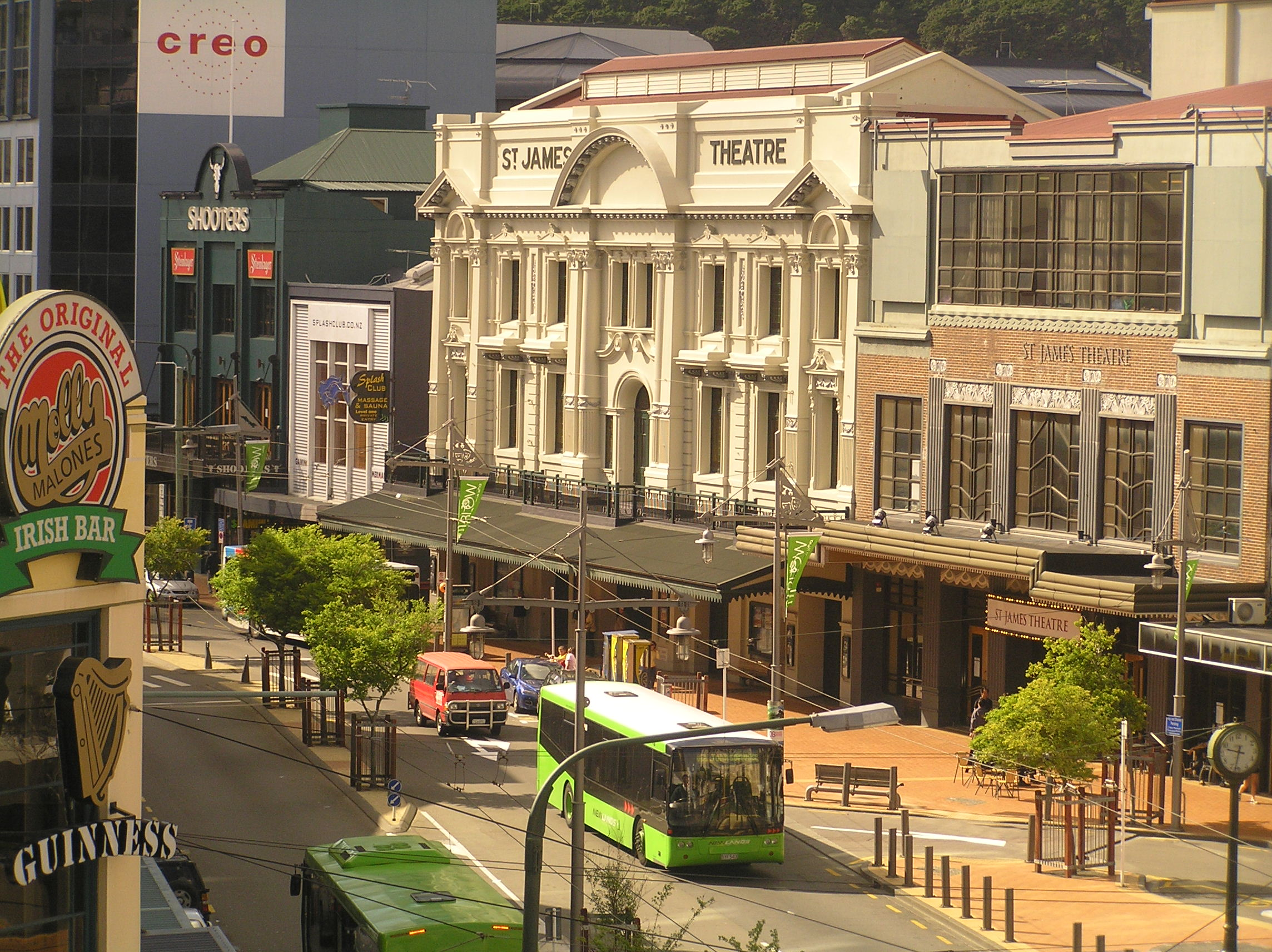
Le St James Theatre de Wellington

En août 2004, Hayley Westenra retourne en Nouvelle-Zélande pour se produire les soirs des 15 et  16 août au St James Theatre de Wellington, où elle livre un concert d'une durée d'1h20, accompagnée par l'Orchestra Wellington et par certains invités dont Teddy Tahu Rhodes. L'évènement est enregistré en vue d'une diffusion télévisée par le Public Broadcasting Service au sein de la série télévisée de spectacles vivants « Great Performances ». Cette médiatisation par le PBS, qui bénéficie d'une audience importante aux États-Unis, aurait permis à la chanteuse d'élargir davantage son public.
En 2004, Hayley Westenra fait également une apparition dans la troisième saison de la série télévisée américaine Mes plus belles années, où elle interprète la chanson Who Painted the Moon Black?.

### Nouveaux albums et participation à Celtic Woman
En 2005, Hayley Westenra sort son deuxième album international, Odyssey. Elle affirme souhaiter, après que Pure l'ait présentée en tant que chanteuse, que ce nouvel album la « représente en tant que personne » et vouloir refléter cela à travers ses choix de chansons, leurs styles et les thèmes abordés, plaçant ce disque sous le signe de l'évolution. Certains observateurs disent constater que la voix d'Hayley Westenra mûrit et gagne en assurance au fil des titres, devenant plus riche et puissante qu'auparavant. Tout comme le précédent, l'album est produit par Giles Martin. Hayley Westenra déclare vouloir s'investir davantage dans sa production et souhaiter « poser [sa] propre marque sur chaque chanson ». Cet album est un succès avec plus de 500 000 exemplaires vendus à travers le monde.
En parallèle de sa sortie, Hayley Westenra enregistre des thèmes musicaux de films, son single Wiegenlied formant en 2004 celui de Lorelei. En 2005, elle chante notamment ceux des dessins-animés Disney Mulan 2 et Lilo et Stitch 2 et interprète la chanson finale du Marchand de Venise la même année, puis en 2006 celle du Nouveau Monde, réalisé par Terrence Malick avec la musique du compositeur James Horner. La chanson, qui n'apparaît pas dans le film, est cependant incluse dans le CD de la bande originale. En 2007, elle enregistre le thème musical de la série dramatique de la BBC Jekyll, avec James Nesbitt, ainsi que celui de Flood, un film ITV avec Robert Carlyle, Tom Courtney et David Suchet.  
Hayley Westenra entonne également des hymnes nationaux à l'occasion de rencontres sportives entre des équipes de football, lors de la finale de la Coupe d'Angleterre de football et de la Ligue des champions, de basket-ball, lors de matchs organisés par la National Basketball Association aux États-Unis, et de tennis, lors de la Mercedes World Tennis Championship à Los Angeles. Elle chante ainsi l'hymne national néo-zélandais, God Defend New Zealand, avant des matchs de l'équipe de Nouvelle-Zélande de rugby à XV et l'interprète également à plusieurs reprises en l'honneur de l'équipe de Nouvelle-Zélande de rugby à XIII pendant la coupe du monde de rugby à XIII 2008.
En août 2006, Hayley Westenra rejoint les Celtic Woman, un groupe formé par quatre chanteuses et une violoniste irlandaises, qui reprennent des chansons celtiques. Elle apparaît sur le deuxième album du groupe, A New Journey et accompagne les artistes irlandaises dans leur tournée à travers l'Amérique, entre mars et avril 2007. Le concert du groupe au Slane Castle en Irlande, le premier de la tournée, qui est filmé et édité en DVD, marque les débuts d'Hayley Westenra en tant que sixième membre. Selon elle, cette expérience au sein des Celtic Woman l'a beaucoup plue, n'ayant jamais travaillé avec un groupe auparavant.
En 2007 également, Hayley Westenra sort un troisième album international intitulé Treasure, où elle interprète des chansons traditionnelles irlandaises telles que Danny Boy, une chanson maori et des airs d'opéras, selon elle dans le but de revenir sur la fierté qu'elle éprouve pour ses origines celtiques tout en réaffirmant son amour pour la Nouvelle-Zélande. Sa maison de disques n'a pas été impliquée dans le processus de production de Treasure et est mise au courant des chansons choisies après l'achèvement de l'album.
En 2007, Hayley Westenra participe à un album anniversaire rendant hommage à West Side Story, réalisé pour fêter les cinquante ans de la sortie de la comédie musicale par Universal Classics & Jazz, une filiale de l'Universal Music Group, avec l'aval de la Fondation Leonard Bernstein. Elle y interprète le rôle de Maria aux côtés du chanteur d'opéra Vittorio Grigolo, qui tient celui de Tony.
Fin 2007, Hayley Westenra sort exclusivement au Japon l'album Prayer, qui reprend certains de ses titres encore non édités dans le pays, tels que Listen to the Wind, tiré du film Le Nouveau Monde, Bridal Ballad, tiré du film Le Marchand de Venise, ou Tonight, le thème de West Side Story. En 2007 également, elle interprète certains de ses titres, dans la bande-son du jeu vidéo Endless Ocean, de Nintendo Wii, notamment Pokarekare Ana et Prayer, thème principal du jeu.

### Collaboration musicale avec Jonathan Ansell, nouveaux albums et prestations dans des cérémonies officielles

#### Année 2008
À partir de l'année 2008, Hayley Westenra s'associe à plusieurs reprises dans son travail avec le chanteur ténor britannique Jonathan Ansell. En février 2008, elle interprète en duo avec lui la chanson Un Giorno Per Noi, adaptation composée par Nino Rota du thème musical du film Roméo et Juliette, réalisé par Franco Zeffirelli, dans l'album d'Ansell, Tenor at the Movies. Le même mois, le titre de Global Kiwis Young Achiever, un prix visant à reconnaître un Kiwi de moins de 35 ans, au début de sa carrière, aux réalisations jugées remarquables dans son domaine d'activité, lui est décerné. Elle figure en tant que soprano chantant la chanson On My Heart dans l'album Music of the Spheres, de Mike Oldfield, qui sort en mars 2008.
Lors de l'édition du 8 mai 2008 des Classic BRIT Awards, l'album Treasure d'Hayley Westenra est nommé Meilleur album de l'année. Au cours de la cérémonie de remise des prix, elle interprète de nouveau Un Giorno Per Noi avec Jonathan Ansell.
En juin 2008, Hayley Westenra sort exclusivement au Japon l'album Hayley Sings Japanese Songs, composé de chansons populaires japonaises traduites et chantées en anglais et du single Amazing Grace, interprété en anglais et en japonais par la chanteuse en duo virtuel avec l'idol japonaise Minako Honda, décédée trois ans plus tôt. Autour de 60 000 exemplaires sont vendus. Les titres d'Hayley Westenra qui sortent exclusivement au Japon le sont parfois dans des versions qui ne sont pas rééditées par la suite sur ses albums internationaux.
Le 4 juillet 2008, à l'occasion de la fête d'indépendance américaine, Hayley Westenra interprète la chanson Oh Shenandoah au Capitole des États-Unis à Washington devant une audience de 300 000 personnes, lors d'une cérémonie retransmise par PBS et suivie par un million de personnes.
En octobre 2008, Hayley Westenra sort l'album rétrospectif River of Dreams: The Very Best of Hayley Westenra, qui comprend également de nouvelles chansons. Âgée de 21 ans, elle rapporte avoir été surprise quand l'idée d'un album de compilation de sa carrière a été évoquée, déclarant « Un album des meilleurs titres ? Allez, au moins laissez moi quelques années de plus ! » et explique avoir été convaincue par sa perspective artistique et par les commentaires et les retours de son public.
Le soir du 8 novembre 2008, elle interprète au Royal Albert Hall, en duo avec Jonathan Ansell, les chansons Today Won't Come Again et Here's to the Heroes, adaption du thème de Danse avec les loups composé par John Barry, en présence de la famille royale britannique et des membres de Royal British Legion, dans le cadre du Festival of Remembrance, organisé en anticipation des commémorations de l'armistice du 11 novembre 1918 par celle-ci. Le 11 novembre suivant, lors la cérémonie ouverte à tous commémorant l'armistice Silence in the Square, Hayley Westenra chante Songbird à Trafalgar Square. En novembre 2008 également, elle reçoit le prix de l'artiste classique de l'année des mains d'Elaine Paige au cours de l'évènement des Variety Club Showbiz Awards 2008. 

#### Année 2009
En février 2009, Hayley Westenra et Jonathan Ansell réalisent à travers le Royaume-Uni une tournée de concerts, le Valentine's Tour.

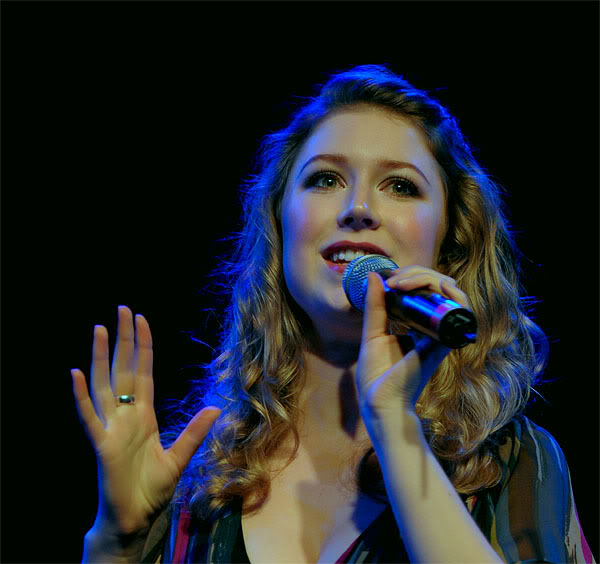
Hayley Westenra lors d'un concert en août 2009.

Le 11 mars, elle sort un deuxième album de reprises de chansons pop japonaises en anglais intitulé Hayley Sings Japanese Songs 2. Le thème principal de cet album est la maternité, ou l'amour d'un enfant pour sa mère.
Lors de l'édition du 14 mai 2009 des Classic BRIT Awards, elle est nommée une nouvelle fois dans la catégorie de Meilleur album de l'année pour son album River of Dreams tandis que Music of the Spheres, auquel elle a contribué, est nommé dans la même catégorie, sans remporter de trophée.

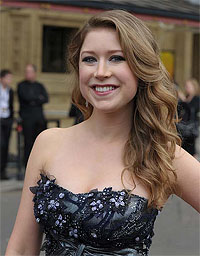
Hayley Westenra aux Classical Brit Awards 2009.

Le 5 novembre sort l'album Children in Need - Bandaged Together au profit de l'association Children in Need qui vient en aide aux enfants britanniques défavorisés. L'album regroupe de nombreuses personnalités britanniques[évasif]. Le single issu de l'album est une reprise de la chanson des Beatles, All You Need Is Love.
Le 8 novembre, en marge de la Campagne du Coquelicot, sort We Will Remember Them, un single caritatif dont les profits sont redistribués à la légion anglaise. Westenra chante aux côtés de nombreux artistes britanniques[évasif]. Le soir, elle apparaît au Festival of Remembrance 2009 où elle interprète We'll Meet Again.
Le 16 novembre sort le cinquième album international d'Hayley Westenra, Winter Magic, un album de Noël. En parallèle, Hayley Westenra débute le 23 novembre le Winter Magic Tour, une tournée de Noël durant laquelle elle chante dans de nombreuses cathédrales britanniques.

### Paradiso: le nouvel album
Hayley Westenra passe la majeure partie de l'année 2010 à travailler sur son nouvel album, Paradiso, sur lequel elle a collaboré avec Ennio Morricone. De fait, elle se produit moins en concert que lors des années précédentes.
Le 22 février 2011, un évènement majeur vient bouleverser Westenra : sa ville natale, Christchurch, est frappée par un séisme de magnitude 6,3. Une cérémonie est organisée le 18 mars à Christchurch pour rendre hommage aux 180 victimes et elle est personnellement invitée par le Premier Ministre néo-zélandais à y participer, ce qu'elle a accepte. Elle chante Amazing Grace a capella lors de cette messe commémorative qui se déroule au Hagley Park.
Mi-avril, Paradiso sort en Nouvelle-Zélande. Il est certifié disque d'or quatre semaines après sa sortie. C'est par ailleurs le cinquième album de Westenra à s'être classé numéro un des ventes en Nouvelle-Zélande. Ainsi, elle devient l'artiste locale ayant obtenu le plus d’albums classés en tête des ventes en Nouvelle-Zélande.
Le 29 mai 2011, elle participe au National Memorial Day Concert à Washington DC aux États-Unis.
L'année 2011 est une année charnière pour Hayley Westenra car elle marque l'anniversaire de ses dix ans de carrière. Elle célèbre l'évènement le 6 juillet lors d'une soirée donnée au Ivy Club, à Londres, au cours de laquelle elle présente également son nouvel album.[réf. nécessaire]
À l'occasion de la Coupe du monde de Rugby, dont la Nouvelle-Zélande est l'hôte en 2011, Hayley Westenra enregistre une nouvelle version de la chanson World in Union, qu'elle interprète en anglais, en maori, en français, en italien et en japonais. Lors de la finale opposant la Nouvelle-Zélande à la France le 23 octobre 2011 à l'Eden Park d'Auckland,  elle chante l'hymne national God Defend New Zealand.
Enfin, en marge de la sortie de son nouvel album, elle réalise deux tournées Paradiso. La première a lieu en Nouvelle-Zélande : dix concerts du 15 au 29 novembre 2011 au cours desquels Hayley Westenra se rendue, entre autres, à Auckland, Wellington, Christchurch et Dunedin. La totalité des recettes des concerts est reversée à l’aide aux victimes du tremblement de terre qui a frappé Christchurch en début d'année et à la reconstruction de la ville. La deuxième tournée, réalisée au Royaume-Uni, se compose de six concerts, du 29 février au 8 mars, et a notamment mené Westenra à Northampton, Manchester et Bournemouth.[réf. nécessaire]

## Vie privée et engagements

### Vie personnelle
Westenra a été végétarienne et pesco-végétarienne. La PETA la nomine en 2007 au classement de la végétarienne la plus sexy.[réf. nécessaire] Soucieuse de son apport nutritionnel en tournée, il lui arrive toutefois de manger de la viande à de rares occasions. Dans une interview accordée à la radio néo-zélandaise Newstalk ZB le 3 décembre 2009, elle a reconnu ne plus être végétarienne mais manger très peu de viande[source secondaire souhaitée].
Résidant à Londres, elle apparaît parfois aux avant-premières londoniennes. Le 24 août 2008 elle apparaît à celle d'Iron Man et sur le tapis rouge de Marley et Moi le 2 mars 2009. Le 10 novembre 2009, Hayley assiste à l'avant-première de Harry Brown.[réf. nécessaire]
En juillet 2009, Hayley Westenra confie avoir un petit ami à Close Up, une émission néo-zélandaise. Lors des nominations des Classical Brit Awards en avril 2010, elle révèle à la presse britannique que l'homme avec qui elle est en couple est Français et travaille dans l'industrie musicale. Après trois ans de relation, elle se fiance début 2012 avec son partenaire Arnaud Sabard, ingénieur du son, âgé de vingt-quatre ans. Ils se marient fin 2013.
En décembre 2011, Westenra chante au mariage du All Blacks Dan Carter et de sa compagne Honor Dillon, à Malborough, en Nouvelle-Zélande.

### Activités et engagements
Hayley Westenra rejoint l'UNICEF en 2003 et en devient l'une des ambassadrices. En avril 2005, elle se rend au Ghana afin de faire connaître le projet Bikes for Ghana, « Vélos pour le Ghana » en anglais, consistant en la réunion de fonds pour fournir des vélos aux jeunes filles vivant en périphérie des villes pour leur permettre d'aller à l'école, qu'elle aide à finance. Ce projet permet d'offrir 6 000 vélos. En septembre 2008, Hayley Westenra retourne au Ghana pour un autre projet qui lui tient très à cœur : construire des pompes à eau pour fournir de l'eau potable à la population.
Hayley Westenra est aussi l'ambassadrice de Save the children (Sauvons les enfants), à Hong Kong. Elle accorde en outre son patronage au Raukatauri Music Therapy Centre à Auckland, qui vient en aide aux enfants handicapés. Elle a récemment pris part à une campagne caritative néo-zélandaise de sensibilisation à la prévention du cancer du sein.
Enfin, Hayley Westenra est très impliquée dans le Women Environmental Network, une organisation qui soulève les problèmes environnementaux affectant les femmes. Elle aime contribuer à la mise en lumière des dangers de la pollution, du réchauffement climatique et des problèmes alimentaires.
Le 7 septembre 2009, Hayley Westenra devient la vice-présidente de la Dame Vera Lynn School for Parents (L'école de Dame Vera Lynn pour les parents). Celle-ci permet aux enfants atteints de paralysie cérébrale d'apprendre les actes de la vie quotidienne avec leurs parents, à travers des activités ludiques.
Engagée auprès de la Royal British Legion, Hayley Westenra prend part à la Campagne du Coquelicot, un appel aux dons annuel lancé quelques semaines avant le Remembrance Sunday visant à soutenir les familles de militaires blessés ou morts au combat, qu'elle lance en octobre 2008 depuis la base militaire britannique de Bassorah, en Irak, et en octobre 2009 depuis Londres, au Royaume-Uni, aux côtés de la chanteuse Vera Lynn. 
Elle s'engage aussi dans le soutien aux troupes et aspire à sensibiliser la population aux conséquences de la guerre sur les soldats et leurs familles. 

## Discographie

### Albums
- 2000 : Walking in the Air (démo)
- 2001 : Hayley Westenra (Nouvelle-Zélande)
- 2001 : My Gift to You (Nouvelle-Zélande)
- 2003 : Pure (international)
- 2004 : Live from New Zealand (DVD)
- 2005 : Odyssey (international)
- 2007 : Treasure (international)
- 2007 : Prayer (Japon)
- 2008 : Hayley Sings Japanese Songs (Japon)
- 2008 : River of Dreams: The Very Best of Hayley Westenra (international)
- 2009 : Hayley Sings Japanese Songs 2 (Japon)
- 2009 : Winter Magic (international)
- 2011 : Paradiso (international)
- 2013 : Hushabye (international)

### Compilations
- 2006 : Hayley Westenra (International)
- 2007 : The Best of Hayley Westenra (Japon)
- 2008 : The Best of Pure Voice (Japon)

### Single
- Amazing Grace (29/10/03):

1. Amazing Grace; 2. Beat of Your Heart; 3. Benedictus; 4. Amazing Grace (instrumental)
- Wuthering Heights

1. Wuthering Heights; 2. Across the Universe of Time; 3. My Heart and I; 4. Wuthering Heights (video)
- Wuthering Heights (10/03/04) (mini-album)

1. Wuthering Heights (nouvelle version); 2. Pokarekare Ana (nouvelle version); 3. Hine E Hine (version acoustique); 4. Away in a Manger; 5. Never Say Goodbye
- Wiegenlied (21/01/05)

1. Wiegenlied (slow version); 2. Wiegenlied (fast version); 3. Wiegenlied (japanese version)
- Amazing Grace (21/05/08)

1. Amazing Grace (duo avec Minako Honda); 2. Amazing Grace; 3. Amazing Grace (instrumental)
- Where Do We Go from Here (duo avec Blake) (21/05/08)

1. Where Do We Go from Here (avec Blake); 2. Yo Te Voy a Amar – Blake (version espagnole de 'I'll Make Love to You'); 3. Where Do We Go from Here (instrumental)
- Nemunoki / Tsubomi (04/03/09)

1. Nemunoki no Komori Uta; 2. Tsubomi
- All You Need Is Love [Bandaged] (08/11/09)

1. All You Need Is Love (Original); 2. All You Need Is Love (Pudsey mix); 3. All You Need Is Love (Chapel edit)
- We Will Remember Them [Artists Unite To Remember] (08/11/09)

1. We Will Remember Them
- For the Fallen: In Memoriam Alfryn Jenkins [Karl Jenkins] (15/10/10)

1. For the Fallen: In Memoriam Alfryn Jenkins
- Gabriel's Oboe EP - Whispers in a Dream (01/07/11)

1. Gabriel's Oboe - Whispers in a Dream; 2. Cinema Paradiso - Profumo di limone; 3. The Edge of Love
- World in Union (12/09/11)

1. World in Union (Français); 2. World in Union (English)

### Collaborations
| Année | Participation dans                                               | Chansons - Notes |
| ----- | ---------------------------------------------------------------- | --- |
| 2003  | Russell Watson Live - Russell Watson                             | "I Dreamed a Dream"; "Pokarekare Ana" (duo avec Russell Watson) |
| 2004  | Nussknacker und Mausekönig                                       | "Peaches and Creamy World" |
| 2005  | Mulan 2                                                          | "Here Beside Me" |
| 2005  | The Merchant of Venice                                           | "Bridal Ballad" |
| 2005  | Lilo & Stitch 2                                                  | "Always" |
| 2005  | The New World - James Horner                                     | "Listen to the Wind" |
| 2006  | The Crooners - Helmut Lotti                                      | "There's a Sparkle in Your Eyes" (duo avec Helmut Lotti) |
| 2007  | Celtic Woman: A New Journey (CD & DVD)                           | Hayley apparaît avec le groupe sur "The Sky and the Dawn and the Sun", "Over the Rainbow", "Beyond the Sea", "Spanish Lady", "Mo Ghile Mear" et "You Raise Me Up", elle apparaît en duo avec Méav sur "The Last Rose of Summer" et en solo sur "Scarborough Fair" et "Lascia Ch'io Pianga" |
| 2007  | West Side Story: 50th Anniversary Recording                      | Elle chante la partie de Maria |
| 2007  | Endless Ocean                                                    | Quelques-unes de ses chansons apparaissent dans le jeu vidéo parmi lesquelles "Prayer" et "Pokarekare Ana" |
| 2007  | Music of the Spheres - Mike Oldfield                             | "On My Heart"; "On My Heart (Reprise)" |
| 2007  | Passione - Mario Frangoulis                                      | "Be My Love" (duo avec Mario Frangoulis) |
| 2007  | Jekyll - Debbie Wiseman                                          | "Jekyll" |
| 2007  | Flood - Debbie Wiseman                                           | "Flood" |
| 2008  | Tenor at the Movies - Jonathan Ansell                            | "Un Giorno Per Noi" (duo avec Jonathan Ansell) |
| 2008  | Different Voices - Debbie Wiseman                                | Composé par Debbie Wiseman, cet album est une histoire contée et chantée. Hayley apparaît sur "Ellie's Song". |
| 2009  | Nothing Else Matters - Lee Mead                                  | "When the Stars Go Blue" (duo avec Lee Mead) |
| 2009  | Passione - Paul Potts                                            | "Sei Con Me" (duo avec Paul Potts) |
| 2009  | Lesbian Vampire Killers - Debbie Wiseman                         | Hayley apparaît en tant que vocaliste. |
| 2009  | Bandaged Together - Children in Need                             | "All You Need Is Love" et "We All Stand Together" (en duo avec Lee Mead) |
| 2010  | Jenkins: Gloria, Te Deum - Karl Jenkins                          | "Gloria: IV. The Song: I'll Make Music" |
| 2010  | Reach for the Skies - RAF Central Band                           | "Danny Boy" (nouvel enregistrement) |
| 2010  | We Will Remember Them - Various Artists                          | Cet album regroupe des poèmes au sujet des deux guerres mondiales et des plus récents conflits lus par des personnalités telles que Dame Vera Lynn ou encore Stephen Fry sur de célèbres musiques. Hayley lit deux poèmes: The Future by Anon sur une musique de Vaughan Williams, The Lark Ascending ainsi que They Tell Me by Anon sur une autre musique de Vaughan Williams, Fantasia On Greensleeves. |
| 2010  | Karl Jenkins: The Armed Man – Anniversary Edition - Karl Jenkins | "For the Fallen: In Memoriam Alfreyn Jenkins" |
| 2011  | World in Union 2011 - The Official Album - Various Artists       | "World in Union (English)", "Pokarekare Ana", "God Defend New Zealand", "World in Union (English/Maori) |
| 2014  | The Gypsy Queens                                                 | "Do you St Tropez" de l'album "Lost in the Music" |

## Sources
(avril 2012).
- Biographies officielles par Universal et Decca
- Biographie

## Pour aller plus loin
- (en) Paul Little, Hayley Westenra: The World at Her Feet, 2005
- (en) Hayley Westenra, In Her Own Voice (autobiographie), 2007

## Liens
- (en) Site officiel
- Hayley Westenra France
- (en) Hayley Westenra international